# 冯宪珍
冯宪珍（1954年—），江苏南京人，中国话剧演员，中国国家话剧院一级演员，中国戏剧梅花奖二度梅获得者。

## 生平
1977年毕业于中央戏剧学院表演系。